# Институт кавказоведения НАН Азербайджана
Институт кавказоведения НАН Азербайджана (азерб. AMEA Qafqazşünaslıq İnstitutu) — научно-исследовательский институт в Баку, Азербайджан, действовавший в 2015—2025 годах в составе Национальной академии наук Азербайджана. Директор института — М. Дж. Гасымлы.

## История
Основан 29 апреля 2015 года.
В 2025 году институт был упразднён, исследователи истории Кавказа были переведены в Институт истории и этнологии, а специалисты по политическим наукам — в Институт философии и социологии.

## Основные направления исследования
- Социально-экономические, политические и другие процессы, происходящие внутри кавказских стран и их влияние на Азербайджанскую Республику
- Внешняя политика кавказских стран и её влияние на Азербайджанскую Республику
- Политика великих государств и соседних стран, а также международных и региональных организаций на Кавказе и место Азербайджанской Республики
- Конфликты в кавказском регионе, необоснованные территориальные претензии и военная агрессия Армении против Азербайджана, оккупационная политика и её последствия
- Диаспоральная и лоббийская деятельность, взгляды известных политических и общественных деятелей стран мира на кавказский регион

## Сферы деятельности
- Издание научного журнала Института, переводческая и публикационная деятельность, освещение деятельности на веб сайте, распространение в средствах массовой информации
- Взаимосвязь и сотрудничество с влиятельными научно-исследовательскими центрами зарубежных стран
- Участие в международных симпозиумах, конференциях и семинарах

## Структура института
- Отдел истории Кавказа (с древнейшего периода до XX века)
- Отдел истории и политики Кавказа (XX—XXI вв.)
- Отдел армяноведения
- Отдел грузиноведения
- Отдел Северного Кавказа
- Отдел печати и связей с общественностью